# Class40

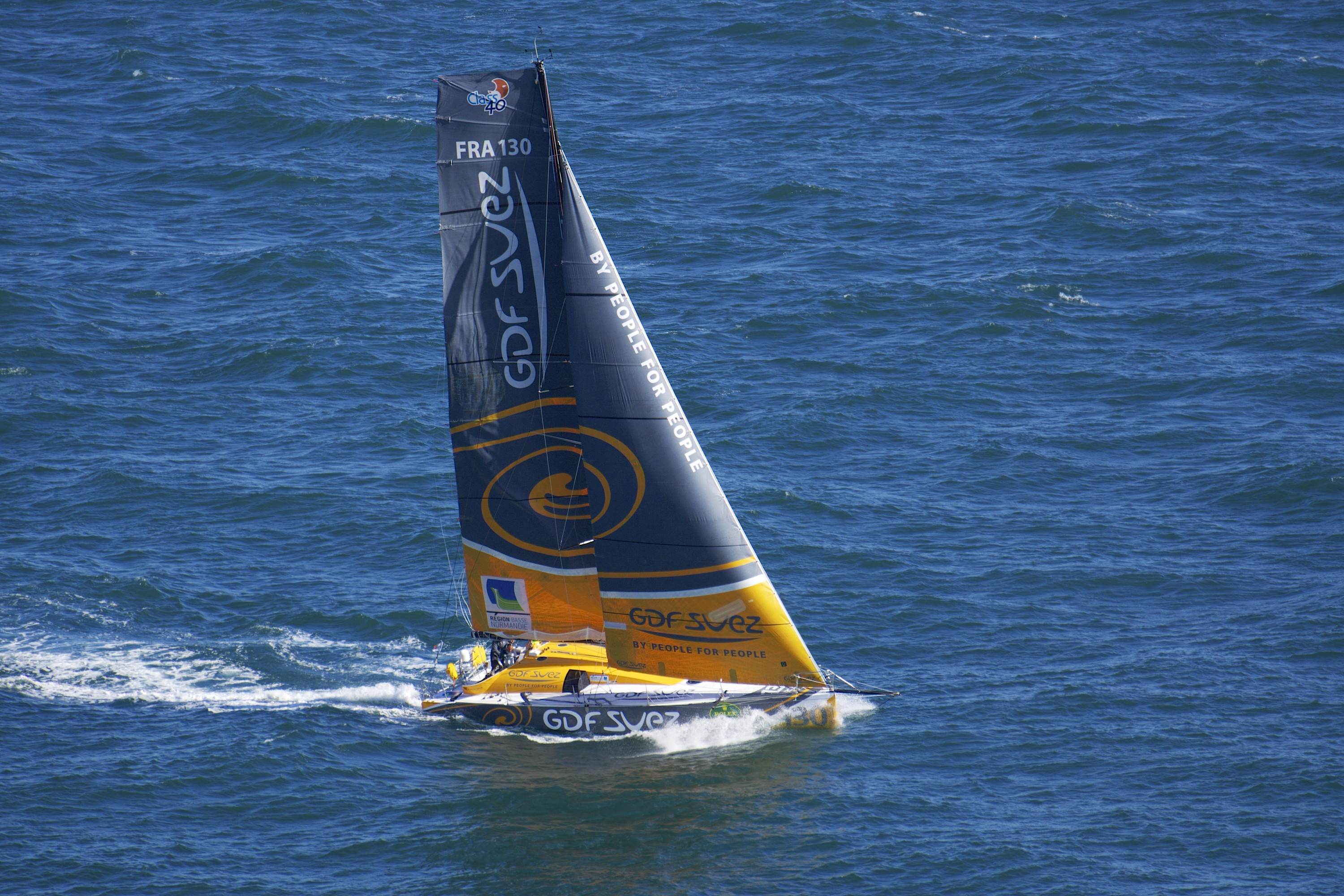
Class 40 beim Fastnet Race 2013

Die Class40 ist eine Segelyacht-Konstruktionsklasse und wird vor allem bei Küsten- und Transatlantikrennen, in einem Fall auch bei Weltregatten, eingesetzt. Im Einhand-Hochseesegelsport ist sie sehr beliebt und bildet ein Zwischenglied von Classe Mini, Figaro und IMOCA. Aktuell (2020) sind mehr als 600 Mitglieder
aus 22 Ländern und 160 Boote
in der Klassenvereinigung verzeichnet. Die deutschen Segler Boris Herrmann und Felix Oehme siegten bei dem 2008 durchgeführten Portimão Global Ocean Race, einer 5-Etappen-Regatta um die Welt in einem Boot dieser Klasse. In der von französischen Berufsseglern dominierten Klasse erreicht der Deutsche Jörg Riechers regelmäßig sehr gute Regattaergebnisse.
Für eine 12-m-Regattayacht ist eine Class 40  mit relativ übersichtlichem Budget zu bauen und zu unterhalten, da die Verwendung bestimmter teurer Materialien, Ausrüstungen und Bauverfahren verboten ist.

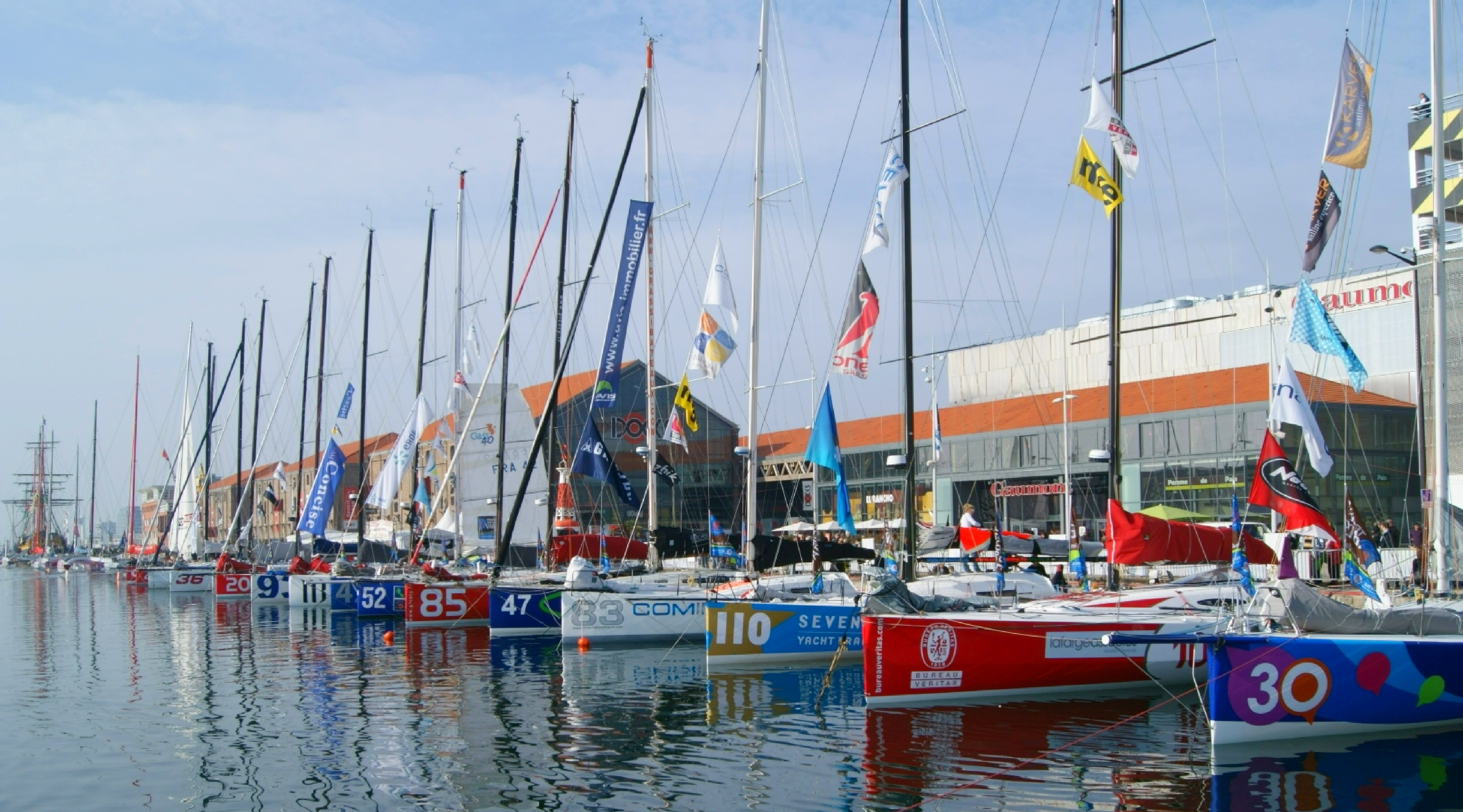
Class 40 vor dem Start zum Transat Jacque Vabre 2011

## Geschichte
Schon im Jahr 2004 arbeiteten Konstrukteure an der Idee einer hochseetauglichen offenen Klasse um die 40 Fuß Länge, die zwischen dem Mini, den Figaros und den IMOCAs liegt. Ein Bootsbauer, ein Journalist, ein Segler und der damalige Chef von Volvo setzten sich zusammen und gründeten die Klassenvereinigung. Mithilfe schon existierender moderner 40-Fuß-Regattayachten und Konstrukteuren aus der Classe Mini entstand in einjähriger Arbeit das Regelwerk zu einer der erfolgreichsten See-Regattaklassen. Zielsetzung waren schnelle, haltbare und einfache Boote.
Auf der Paris Boat Show 2005 wurden die Class40-Regeln und die Grundzüge dieser neuen Offshore-Klasse offiziell vorgestellt sowie ein Regattaprogramm, in dem die Route du Rhum 2006 der Höhepunkt sein sollte.
Schon im Oktober 2006 gab es 25 Neubauten und über 50 Mitglieder. Über die Jahre ist die Klasse gewachsen und besteht nun aus Amateuren, semiprofessionellen und professionellen Seglern und es gibt eine Anzahl Werften, die wettbewerbsfähige Boote anbieten.

## Regatten
- Route du Rhum, alle 4 Jahre im Herbst von Saint-Malo nach Guadeloupe

- Transat Jacques Vabre, Zweihandregatta, alle 2 Jahre im Herbst von Le Havre nach Süd- oder Mittelamerika

- Transat Québec Saint-Malo, alle 4 Jahre von Québec nach Saint-Malo

- Les Sables – Horta – Les Sables[5], von Les Sables-d’Olonne nach den Azoren und zurück.

- Normandy Channel Race[6], eine Regatta von Caen durch den Ärmelkanal und die Irische See zum Fastnet-Felsen und zurück.

- The Transat[7], das Ur-Transatlantische Rennen alle 4 Jahre von Plymouth nach New York City.